# Santa Cecília de Voltregà
Santa Cecília de Voltregà è un comune spagnolo di 206 abitanti situato nella comunità autonoma della Catalogna.